# Oddział Zabezpieczenia Garnizonu Stołecznego

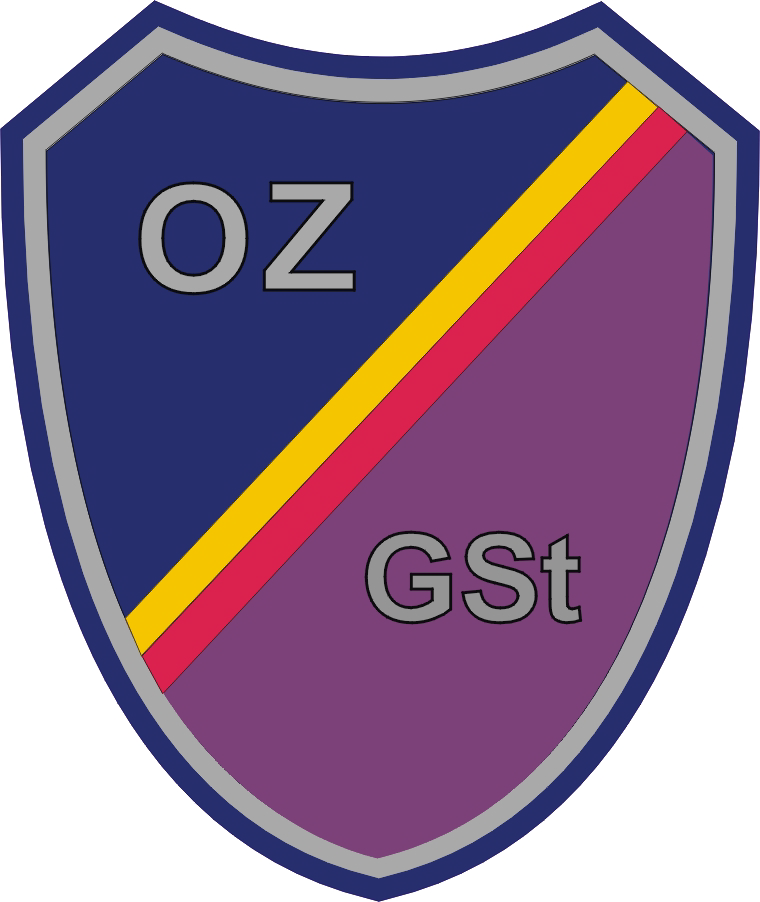
Oznaka rozpoznawcza OZ GSt na mundur wyjściowy.

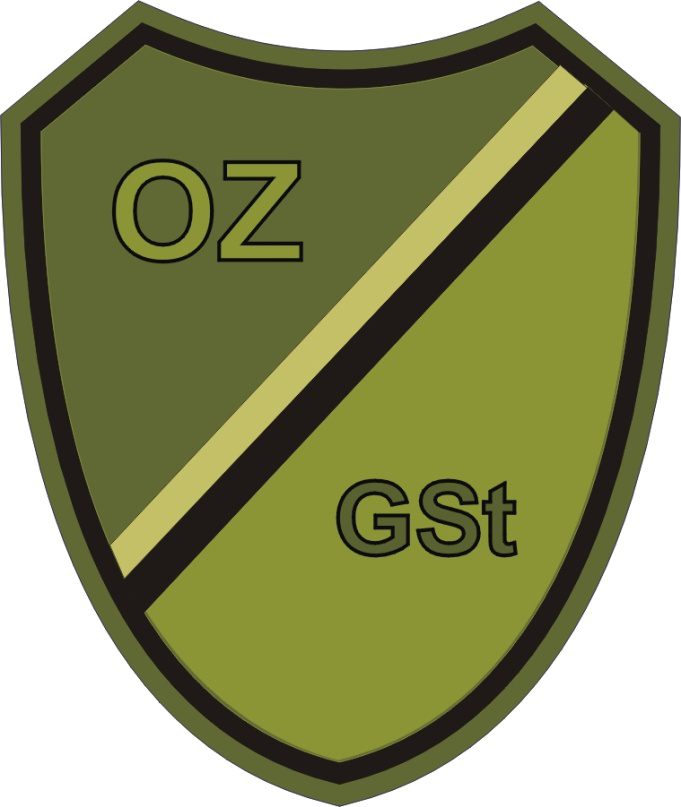
Oznaka rozpoznawcza OZ GSt na mundur polowy.

Oddział Zabezpieczenia Garnizonu Stołecznego (OZ GSt) – oddział Wojska Polskiego stacjonujący przy ul. Żwirki i Wigury 9/13 w Warszawie.

## Utworzenie i zadania
Oddział Zabezpieczenia Garnizonu Stołecznego utworzony na podstawie decyzji Nr 46/Org./P1 Ministra Obrony Narodowej z 12 czerwca 2012 r. w sprawie zmian w jednostkach organizacyjnych podległych Szefowi Inspektoratu Wsparcia Sił Zbrojnych i Dowódcy Garnizonu Warszawa jest jednostką budżetową i funkcjonuje od dnia 1 września 2012.
Podstawowym zadaniem oddziału jest realizacja zaopatrzenia finansowego i logistycznego jednostek organizacyjnych resortu obrony narodowej przydzielonych mu na zaopatrzenie. Nadzór nad działalnością merytoryczną oddziału sprawuje Dowódca Garnizonu Warszawa.
Na mocy Decyzji Nr 256/MON Ministra Obrony Narodowej z 24 sierpnia 2012 r. w sprawie połączenia jednostek budżetowych dnia 1 stycznia 2013 Oddział Zabezpieczenia Garnizonu Stołecznego przyjął na zaopatrzenie logistyczno – finansowe następujące jednostki wojskowe:
- Brygada Ochrony im. gen. dyw. Bolesława Wieniawy-Długoszowskiego w Warszawie
- 10 Pułk Samochodowy w Warszawie
- Batalion Reprezentacyjny Wojska Polskiego w Warszawie
- Centralny Ośrodek Analizy Skażeń w Warszawie
- Zespół ds. Nowego Systemu Kierowania i Dowodzenia Siłami Zbrojnymi RP

Od dnia 1 stycznia 2013 w strukturach Oddziału Zabezpieczenia Garnizonu Stołecznego znajdują się 12 Rejonowe Warsztaty Techniczne, Wojskowa Administracja Koszar Nr 2, Wojskowa Administracja Koszar Nr 11 oraz Wojskowa Administracja Koszar Nr 20.
Pozostałe jednostki pozostające na zaopatrzeniu logistyczno – finansowym OZGSt:
- Orkiestra Wojskowa w Warszawie – od 1 kwietnia 2013 r.
- Centrum Wsparcia Teleinformatycznego Sił Zbrojnych – od 1 grudnia 2013 r.
- Resortowe Centrum Zarządzania Sieciami i Usługami Teleinformatycznymi – od 1 grudnia 2013 r.
- Batalion Dowodzenia (Jednostka Wojskowa Nr 5644)[3] – od 1 stycznia 2014 do 30 czerwca 2016 r.
- Zespół Zarządzania Wsparciem Teleinformatycznym w Warszawie[3] – od 1 stycznia 2014 r.
- Wojskowa Komenda Transportu w Warszawie[3] – od 1 stycznia 2014 r.
- Klub Dowództwa Operacyjnego Rodzajów Sił Zbrojnych[3] – od 1 stycznia 2014 r.
- Ośrodek Analizy Skażeń[3] – od 1 stycznia 2014 r.
- Centrum Reagowania Epidemiologicznego SZ RP[4] – od 1 stycznia 2015 r.
- Inspektorat Wojskowej Służby Zdrowia[4] – od 1 stycznia 2015 r.
- Wojskowy Ośrodek Medycyny Prewencyjnej – Modlin[4] – od 1 stycznia 2015 r. do 28 lutego 2017 r.
- Wojskowy Ośrodek Medycyny Prewencyjnej – Bydgoszcz[4] – od 1 stycznia 2015 r. do 28 lutego 2017 r.
- Wojskowy Ośrodek Medycyny Prewencyjnej – Wrocław[4] – od 1 stycznia 2015 r. do 28 lutego 2017 r.
- Wojskowy Ośrodek Medycyny Prewencyjnej – Gdynia[4] – od 1 stycznia 2015 r. do 28 lutego 2017 r.
- Wojskowy Ośrodek Medycyny Prewencyjnej – Kraków[4] – od 1 stycznia 2015 r. do 28 lutego 2017 r.
- Centralna Wojskowa Komisja Lekarska w Warszawie[4] – od 1 stycznia 2015 r.
- Rejonowa Wojskowa Komisja Morsko – Lekarska w Gdańsku[4] – od 1 stycznia 2015 r. do 28 lutego 2017 r.
- Rejonowa Wojskowa Komisja Lotniczo – Lekarska w Warszawie[4] – od 1 stycznia 2015 r.
- Rejonowa Wojskowa Komisja Lekarska w Bydgoszczy[4] – od 1 stycznia 2015 r. do 28 lutego 2017 r.
- Rejonowa Wojskowa Komisja Lekarska w Ełku[4] – od 1 stycznia 2015 r. do 28 lutego 2017 r.
- Rejonowa Wojskowa Komisja Lekarska w Szczecinie[4] – od 1 stycznia 2015 r. do 28 lutego 2017 r.
- Rejonowa Wojskowa Komisja Lekarska we Wrocławiu[4] – od 1 stycznia 2015 r. do 28 lutego 2017 r.
- Rejonowa Wojskowa Komisja Lekarska w Żaganiu[4] – od 1 stycznia 2015 r. do 28 lutego 2017 r.
- Rejonowa Wojskowa Komisja Lekarska w Krakowie[4] – od 1 stycznia 2015 r. do 28 lutego 2017 r.
- Rejonowa Wojskowa Komisja Lekarska w Lublinie[4] – od 1 stycznia 2015 r. do 28 lutego 2017 r.
- Rejonowa Wojskowa Komisja Lekarska w Łodzi[4] – od 1 stycznia 2015 r. do 28 lutego 2017 r.
- Rejonowa Wojskowa Komisja Lekarska w Warszawie[4] – od 1 stycznia 2015 r.
- Wojskowe Centrum Krwiodawstwa i Krwiolecznictwa w Warszawie[4] – od 1 stycznia 2015 r.
- Wojskowe Centrum Normalizacji, Jakości i Kodyfikacji[5] – od 1 stycznia 2016 r. do 31 grudnia 2017 r.
- 15 Rejonowe Przedstawicielstwo Wojskowe w Warszawie[5]  – od 1 stycznia 2016 r.
- Wojskowy Dozór Techniczny Delegatura w Warszawie[5]  – od 1 stycznia 2016 r. do 31 grudnia 2017 r.
- Biuro Do Spraw Utworzenia Obrony Terytorialnej[6] – od 18 stycznia 2016 r.
- Dowództwo Wojsk Obrony Terytorialnej[5]  – od 26 września 2016 r. do 30 września 2019 r.[5]
- Wojskowa Akademia Techniczna w Warszawie[5]  – od 1 stycznia 2017 r.
- 6 Mazowiecka Brygada Obrony Terytorialnej[5]  – od 17 stycznia 2017 r. do 30 września 2019 r.[5]

## Dowódcy
Lista dowódców OZGSt:
- 2012–2016: płk Marek Gochna
- 2016–2017: płk Krzysztof Sikorski
- 2017–2020: płk Jarosław Musiał
- 2020–2022: płk Przemysław Makowski
- 2022–2023: płk Arkadiusz Dulnik
- 2023–2025: płk Tomasz Kania
- od 2025: płk Wojciech Choiński[8]